# Contea di Colchester
La contea di Colchester è una contea della Nuova Scozia in Canada. Al 2006 contava una popolazione di 50.023 abitanti.